# Bhokarhedi
Bhokarhedi es un pueblo y nagar Panchayat situado en el distrito de Muzaffarnagar en el estado de Uttar Pradesh (India). Su población es de 17829 habitantes (2011). 

## Demografía
Según el censo de 2011 la población de Bhokarhedi era de 17829 habitantes, de los cuales 9489 eran hombres y 8340 eran mujeres. Bhokarhedi tiene una tasa media de alfabetización del 67,20%, inferior a la media estatal del 67,68%: la alfabetización masculina es del 75,40%, y la alfabetización femenina del 57,3%.